# Тример (перукарство)

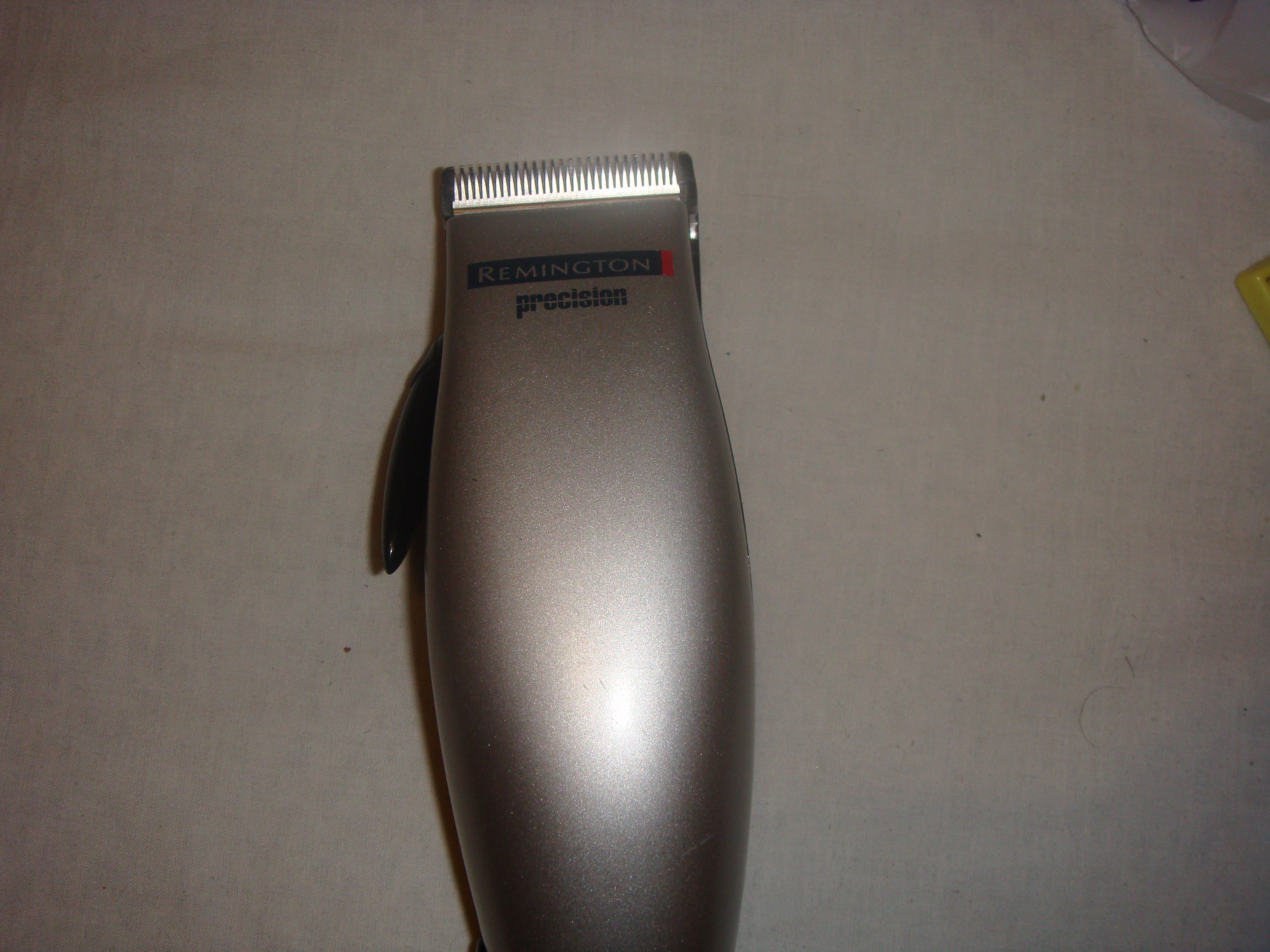
Електричний тример

Тример — інструмент для підстригання волосся. Принцип роботи полягає в періодичному русі двох загострених гребено-подібних пластин щільно зтулених між собою.

## Історія

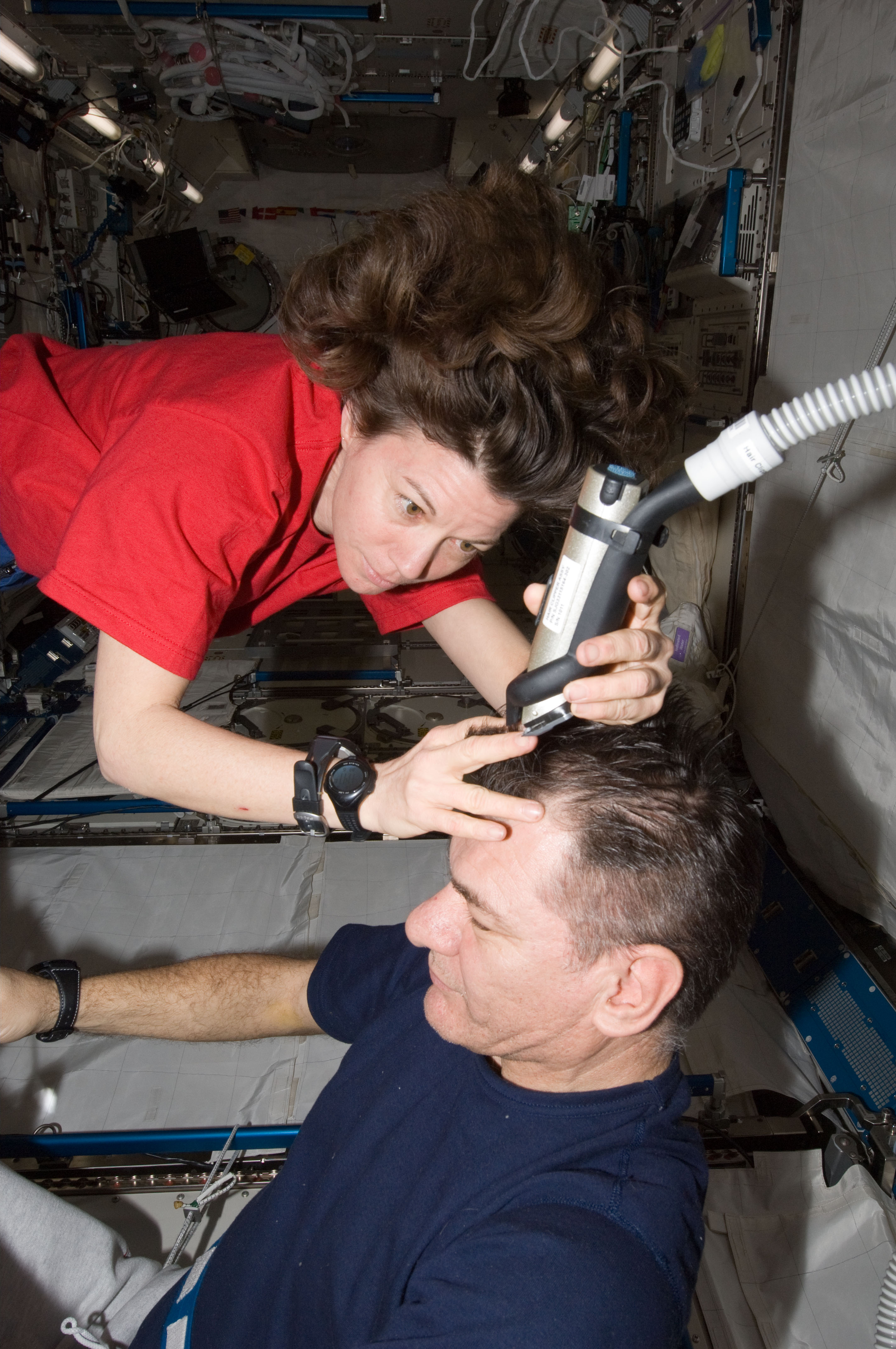
Астронавт NASA Кетрін Колман стриже волосся астронавту ЄКА Паоло Несполі на МКС під час 26 експедиції. Використовувався тример з приєднаним пилососом, для збирання обстриженного волосся.

Перший тример відкрив Лео Вал. Спочатку він розробив ручний масажер для свого дядька Франка Вала, який пізніше відкрив фабрику WAHL Clipper Corporation в Стерлінгу, штат Іллінойс, для виробництва цих масажерів.
Після того як Франк пішов брати участь в Іспансько-американській війні в 1898 році, Лео очолив бізнес свого дядька. Він продовжував працювати над пристроєм, і до 1921 року запатентував фінальний дизайн електричного тримера. За рік його підприємство випустило і продало понад тисячу тримерів по всіх Сполучених Штатах. Лео Вал помер 20 травня 1957 року, з більш ніж ста патентами на його ім'я. Його нащадки досі управляють компанією яку він побудував.
В 1921 році, Метью Андіс старший вийшов на ринок тримерів. Він почав виробництво в підвалі свого будинку, і через рік заснував свою компанію «Andis O M Manufacturing», разом з Джоном Остером і Генрі Мельцером. Після того як їх шляхи розійшлися Метью заснував компанію «Andis Clipper Company», яка до сих пір лишається сімейним бізнесом. В 1928 році компанія Джона Остера «John Oster Manufacturing Co.» долучилась до ринку тримерів, і працює до сьогодні.

## Технічне обслуговування
Гребневі ножі тримера потрібно часто змазувати. Кожен виробник тримерів продає власну марку мастил. Найчастіше до складу таких продуктів входять просто мінеральні масла.

## Матеріал ножів
Гребневі ножі найчастіше виготовленні з нержавіючеї сталі. Також доступні тримери з керамічними пластинами. Вони не зношуються так легко як металеві і їх не треба підточувати, але легко ламаються.